# Tachina turanica
Tachina turanica är en tvåvingeart som beskrevs av Zimin 1980. Tachina turanica ingår i släktet Tachina och familjen parasitflugor. Inga underarter finns listade i Catalogue of Life.